# VI. sjezd Sociálně demokratické dělnické strany Ruska
VI. sjezd Sociálně demokratické dělnické strany Ruska (RSDDS) se konal ve dnech 18. až 30. ledna 1912 v Praze v tehdejším Rakousku-Uhersku, a je proto také známá jako pražská konference . 

## Pracovní místa
Sjezdu se zúčastnilo 18 delegátů, s výjimkou dvou menševiků všichni bolševici. Ti zastupovali části strany činné v nejdůležitějších městech Ruské říše a redakce některých deníků dělnického hnutí. Sjezdu předsedal V. I. Lenin, který referoval o aktuálním stavu a stál za vypracováním všech usnesení shromáždění. Významný byl mimo jiné ten, který schválil vyloučení ze strany takzvaných „likvidátorů“, což byla předzvěst budoucího ovládnutí strany bolševiky. 
Delegáti zvolili nový ústřední výbor, jimiž byli Lenin, Gološčokin, Zinovjev, Malinovskij, Ordžonikidze, Spandarian a Švarcman. ÚV ve stejném složení shromážděné na plenárním zasedání během konference také interně kooptovalo Stalina a Bělostockého . 

## Poznámka
1. ↑  Šaumjan.
2. ↑  Central'nyj Komitet, izbrannyj...